# Mensamaria
Mensamaria is een geslacht van zeekomkommers uit de familie Cucumariidae. De wetenschappelijke naam van het geslacht werd in 1946 voorgesteld door Hubert Lyman Clark.

## Soorten
- Mensamaria intercedens (Lampert, 1885)